# جان بيير رامبال
جان بيير لويس رامبال (بالفرنسية: Jean-Pierre Rampal)‏ (7 من يناير 1922م – 20 من مايو 2000م) هو عازف فلوت فرنسي. وقد نُسب إليه شخصيًا «إحياء شعبية الفلوت كأداة فردية للموسيقى الكلاسيكية، وهي الشعبية التي لم يحتلها الفلوت منذ القرن الثامن عشر.»

## السيرة الذاتية

### فترة الطفولة
ولد جان بيير رامبال في مارسيليا وهو الولد الوحيد لأندريه (ني روجيرو) وعازف الفلوت جوزيف رامبال، وأصبح جان أول مناصر للفلوت الفردي في الأوقات المعاصرة، وذلك بهدف وضعه على دائرة ضوء الحفلات الدولية، ولجذب الهتافات والجماهير العريضة على نحو يشبه الاستمتاع بالمغنين وعازفي البيانو وعازفي الكمان المشهورين. وبما أنه لم يكن معتادًا أن يظهر الفلوت الفردي على نطاق واسع في الحفلات الأوركسترالية، لم يكن من السهل إضافته في السنوات التالية مباشرة لـ الحرب العالمية الثانية؛ ومع ذلك فإن توهج وحضور رامبال - فقد قد كان رجلاً ضخمًا يتحكم بسهولة في أداة بمثل هذه النحافة - مهدا الطريق للجيل اللاحق من نجوم عازفي الفلوت مثل جيمس غالواي وإيمانويل بايود.
لقد كان رامبال عازفًا يتبع التقليد الفرنسي الكلاسيكي لعزف الفلوت، بالرغم من أنه يوجد خلف موهبته التقنية المتفوقة الطبع «اللاتيني» المتعجرف لجنوب البحر المتوسط، بدلاً من الشخصية الأكثر رسمية للنخبة التي تنتمي للمؤسسات الشمالية الباريسية. وقد تعلم والده على يد هينابينز، الذي علَّم أيضًا رينيه لو روي ومارسيل مويس. واتسم أسلوبه في العزف بصوت مشرق، وأناقة رنانة للصيغة الموسيقية أشعلتها لوحة غنية بالألوان رقيقة النغمة. وقد أظهر براعة فنية راقية وحيوية وجريئة أثارت الجماهير في أوج تألقه، واختلف تهديجه الطبيعي طبقًا للعاطفة التي تنبعث من الموسيقى التي يعزفها. بالإضافة إلى ذلك، كان رامبال قادرًا على التنفس في منتصف المقاطع السريعة المطولة دون أن يفقد رونق أدائه الفذ. وقد برزت بصفة خاصة قدرته الصوتية الفائقة فضلاً عن مجاله المتغير الواسع، وكذلك كانت خفة وهشاشة أدائه في التقطعات الموسيقية (المعروفة باسم "détaché") المسموعة في تسجيلاته الأولى.
ورامبال معروف بإحياء شعبية الفلوت في السنوات السابقة للحرب «العالمية» الثانية، فقد أعاد عددًا كبيرًا من مؤلفات الفلوت من الحقبة الباروكية، وحفَّز المؤلفين المعاصرين، مثل فرانسيس بولينك، على تأليف أعمال جديدة أصبحت المعايير المعاصرة في ذخيرة عازفي الفلوت.[بحاجة لمصدر]

## كتابات أخرى
Bel Canto Flute: The Rampal School (2003; Winzer Press) by Sheryl Cohen is a study of Rampal's methods and influence by an American flautist and teacher who studied with both Jean-Pierre Rampal and his fellow Marseille flautist Alain Marion. It is controversial to refer to the Marseilles group of flute players as a "school" distinct from the more widely acknowledged "French Flute School" in which Marcel Moyse and his predecessors Gaubert and Taffanel are central figures, but Cohen's study is an attempt to give Joseph Rampal, together with his son Jean-Pierre and others, some formal credit for an identifiable style of playing that became appreciated right around the musical world. As signature characteristics of this style, Cohen points in particular to a "poetic approach to expressive phrasing as a foundation to develop musical artistry, creative practice methods, breath control tone, articulation, and technique, all while searching to free the artist from within." The book, which draws on the contents of Jean-Pierre Rampal's masterclasses, includes 34 etudes, 33 solo movements and a set of daily studies used as teaching materials by both Rampal and by Marion. Sheryl Cohen, Professor Emerita of Music at the University of Alabama, has since extended her study by also running a Fellowship at the Camargo Foundation in Cassis in Provence entitled The Flute School of Marseille: The Rampal Lineage. The course chronicles "the development and influence of the school of Joseph Rampal on flute playing in the twentieth century" in order to "preserve the vast philosophical and pedagogical project mounted by the school, and establish Joseph Rampal's proper place in the history of the flute."

## وصلات خارجية
- جان بيير رامبال على موقع IMDb (الإنجليزية)
- جان بيير رامبال على موقع الموسوعة البريطانية (الإنجليزية)
- جان بيير رامبال على موقع مونزينجر (الألمانية)
- جان بيير رامبال على موقع ميوزك برينز (الإنجليزية)
- جان بيير رامبال على موقع أول ميوزيك (الإنجليزية)
- جان بيير رامبال على موقع ديسكوغز (الإنجليزية)
- جان بيير رامبال على موقع قاعدة بيانات الفيلم (الإنجليزية)

- L'Association Jean-Pierre Rampal
- Jean Pierre-Rampal Flute Competition The 8th Jean-Pierre Rampal International Flute Competition is to be held in Paris, from 23 September to 4 October 2008, as part of the Concours internationaux de la Ville de Paris.
- Fanfaire tributes to Rampal
- Photographs of Jean-Pierre Rampal at the Académie Internationale d'Eté in Nice, 1968 & 1970
- Photographs of Rampal in rehearsal with Aaron Copland at Saratoga Springs, New York, 1979
- Tributes to Rampal following his death including that from James Galway